# Vlag van Plombières
De vlag van Plombières is op onbekende datum bij raadsbesluit vastgesteld als de vlag van de Luikse gemeente Plombières. De vlag kan als volgt worden beschreven:
Wit met vijf dunne groene banen.
De vlag komt overeen met het vlagontwerp van de Raad van Heraldiek en Vexillologie (Frans: Conseil d’héraldique et de vexillologie). De vlag kan worden beschouwd als afgeleid van het wapen van de familie van der Heyden di Belderbusch, heren van Montzen van 1648 tot de Franse Revolutie, in 1950 verleend aan de gemeente Montzen. De vijf strepen herinneren ook aan de vijf voormalige gemeenten die Plombières vormden.